# 匹兹波罗 (密西西比州)
匹兹波罗（Pittsboro）是美国密西西比州卡尔霍恩县的一个小镇。在美国2000年人口普查中，全镇共有212人。该镇也是卡尔霍恩县的县治。

## 地理
匹兹波罗位于33°56′19″N 89°20′19″W / 33.93861°N 89.33861°W。
根据美国人口调查局的数据。全村总面积1.0平方英里（2.6平方公里），全部是陆地。

## 人口统计
截至2000年的人口普查，全镇共有212居民，70户和48个家庭。人口密度是214.1每平方英里(82.7/km²)。 该镇83个住房单位平均密度为83.8个每平方英里(32.4/km²)。全镇人口76.89%是白种人，21.23%是非洲裔美国人，0.47%来自其他种族，还有1.42%是混血。西班牙裔和拉丁美洲裔分别占总人口的1.42%。
全镇70户的35.7%有18岁以下的孩子和他们居住，51.4%户是已经结婚的，14.3%户已婚丧夫的家庭，还有31.4%户是非家庭。70户中的30.0%由个人组成，15.7%户居住着65岁及以上的独居老人。平均每户有2.56人，每个家庭3.23人。
全镇18岁以下的少年儿童及青少年占总人口的22.6%，9.4%的人口居于18岁到24岁之间，33.5%的人口居于25岁到44岁之间，18.9%的人口居于45岁到64岁之间，还有15.6%的人口是65岁以上的老年人。人口年龄的中位数是36岁，平均每100个女性对应118.6男性。18岁以上的每100个女性对应121.6个男性。

## 知名人物
- 丹尼斯·默弗里，第42任和第47任美国密西西比州州长。